# Arnold Kahler
Arnold Kahler ist ein ehemaliger deutscher Kanute. Er war mehrfacher DDR-Meister.

## Leben
Gemeinsam mit Wilfried Bust kam Kahler 1949 zur an der Elbe in Fermersleben ansässigen Kanuabteilung der Betriebssportgemeinschaft von Buckau Wolf, der späteren BSG Stahl Süd Magdeburg bzw. BSG Motor Südost Magdeburg und brachten den ersten im Verein betrieben Wanderkanadier mit. Vorher hatten beide ihren Sport bei der privaten Flussbadeanstalt Michaelis ausgeübt.
Am 23. August 1950 gelang Kahler und Bust ein erster bedeutender Erfolg, in dem sie bei der Kanu-Regatta des SV Lokomotive im Zweier-Kanadier über 1000 Meter die damaligen DDR-Meister Musche und Eschstedt schlugen. Während der DDR-Meisterschaft in Leipzig am 15. Juli 1951 gewann das Team Kahler und Bust dann die Titel über 1000 und 10.000 Meter im Zweier-Kanadier. Es folgten diverse weitere Erfolge, so auch der Sieg über 1000 Meter bei den Landesmeisterschaften Sachsen-Anhalts. Auch die DDR-Meisterschaften 1952 wurden zum Erfolg. Sowohl über 10.000 Meter als auch in der Landesstaffel über 10-mal 1000 Meter gewannen Kahler und Bust den Titel. Bei den Meisterschaften 1953 gelang die Titelverteidigung über 10.000 Meter.
Zusammen mit Bust und Udo Cohrs nahm Kahler 1954 an einem Lehrgang in Jena-Lobeda für Kanuslalom teil, da der DDR-Kanuverband in Richtung dieser Disziplin aktiver werden wollte. Während eines Kanuslalomwettbewerbs der DDR und der Tschechoslowakei in Kala, kenterten Kahler und Bust im ersten Lauf. Sie waren mangels geeignetem Material mit offenem Boot gestartet. Zwar erreichte man nach einem guten zweiten Durchgang noch einen Platz im vorderen Drittel, trotzdem blieb es bei diesem kurzen Ausflug zum Kanuslalom.
Ebenfalls noch 1954 nahmen Kahlert und Bust, nach vorherigem Trainingslager in Berlin, in Rumänien an einer internationalen Kanuregatta teil. Im Jahr 1957 war Kahler Mitglied des Zehner-Kanadiers der BSG, der den Meistertitel über 1000 Meter holte. Nationale Erfolge blieben danach aus. 1958 gewann er gemeinsam mit Bust noch die VII. Magdeburger Kanuregatta.